# Premio PHotoEspaña
El Premio PHotoESPAÑA es un premio a la trayectoria profesional internacional en el ámbito de la fotografía, dotado con un trofeo diseñado por el artista Eduardo Arroyo.
Se otorga dentro del festival PHotoESPAÑA desde 1998.

## Lista de ganadores[1]
| Año  | Fotógrafo              |
| ---- | ---------------------- |
| 2024 | Boris Savelev          |
| 2023 | Edward Burtynsky       |
| 2022 | Susan Meiselas         |
| 2021 | Isabel Muñoz           |
| 2020 | Fotoperiodismo español |
| 2019 | Donna Ferrato          |
| 2018 | Samuel Fosso           |
| 2017 | Cristina García Rodero |
| 2016 | Harry Gruyaert         |
| 2015 | Paz Errázuriz          |
| 2014 | Ramón Masats           |
| 2013 | Bernard Plossu         |
| 2012 | Alberto García-Alix    |
| 2011 | Thomas Ruff            |
| 2010 | Graciela Iturbide      |
| 2009 | Malick Sidibé          |
| 2008 | Martin Parr            |
| 2007 | Robert Frank           |
| 2006 | Hiroshi Sugimoto       |
| 2005 | William Klein          |
| 2004 | William Eggleston      |
| 2003 | Helena Almeida         |
| 2002 | Nan Goldin             |
| 2001 | Duane Michals          |
| 2000 | Chema Madoz            |
| 1999 | Luis González Palma    |
| 1998 | Josef Koudelka         |